# Kraft Foods
La Kraft Foods Inc. è stata un'azienda alimentare statunitense. Nel 2012, a seguito scissione delle sue proprietà nel Nord America, la Kraft Foods ha assunto il nuovo nome di Mondelez.

## Storia
La Philip Morris, azienda produttrice di tabacco (oggi conosciuta come Altria Group) acquistò nel 1988 la Kraft per 12,9 miliardi di dollari, fondendola con un'altra sussidiaria alimentare, la General Foods, acquistata nel 1985. Nel 2000 la Philip Morris acquisì la Nabisco (azienda dolciaria nota per il suo biscotto Oreo) e la fuse con la Kraft, mantenendone però l'autonomia.
Nel 2011 Altria ha venduto 280 milioni di azioni Kraft attraverso un'offerta pubblica di vendita, trattenendo per sé una quota societaria dell'88,1%. Il 31 gennaio 2007, dopo mesi di speculazioni, la compagnia ha annunciato che i titoli in suo possesso sarebbero stati ceduti agli azionisti di Altria il 30 marzo 2007. Attualmente la società non detiene più alcun interesse in Kraft Foods.
Il 30 novembre 2007 la multinazionale nordamericana perfeziona l'acquisizione dell'intero settore biscotti del Gruppo Danone, comprendente anche lo storico marchio italiano Saiwa. Dal 22 settembre 2008 il titolo azionario fa parte dell'indice Dow Jones Industrial Average.
A partire dal 2012 il marchio Kraft Foods, per la divisione snack, resta attivo solo per il Nord America. Nel resto del mondo la società assume il nuovo nome di Mondelēz International. Mondelēz è un nome di fantasia che gioca con il nome latino mundus e con il neologismo delēz, derivato di delicious, che in inglese significa delizioso e, secondo le intenzioni dell’azienda,  dovrebbe suggerire ai consumatori l’idea di “mondo delizioso”.
Nel marzo del 2015 il fondo brasiliano 3G Capital acquista la società, che si andrà a fondere con la Heinz, che lo stesso fondo aveva precedentemente acquistato con l'aiuto della Berkshire Hathaway di Warren Buffett, assumendo la denominazione di Kraft Heinz Company.

## Operazioni straordinarie
La società, quotata in borsa sul listino NASDAQ, è nata in due successivi passaggi:

- nel 2012 in seguito a una scissione (chiamata anche con il termine tecnico americano "split") si divise in Kraft e Mondelēz International (una multinazionale che si occuperà di vendere snack e dolciumi).
- nel 2015 Kraft si unisce con Heinz, dando vita allo slogan coniato scherzosamente ma con grande verità dalla stampa: "Maionese e Ketchup finalmente insieme", infatti le due salse sono tra i prodotti più conosciuti delle due aziende.
A coadiuvare quest'ultimo matrimonio affaristico è stato l'investitore americano Warren Buffett.